# Ashraf Abouelhassan
Ashraf Abouelhassan (17 de maio de 1975) é um voleibolista profissional egípcio.

## Carreira
Ashraf Abouelhassan é membro da seleção egípcia de voleibol masculino. Em 2016, representou seu país no voleibol nos Jogos Olímpicos de Verão no Rio de Janeiro, que ficou em 9º lugar.